# Орден «За заслуги перед землёй Берлин»
Орден «За заслуги перед землёй Берлин» (нем. Verdienstorden des Landes Berlin) — высшая награда немецкой земли Берлин. Учреждён 21 июля 1987 года. Присуждается ежегодно, 1 октября, в годовщину учреждения Конституции Германии. По состоянию на конец 2016 года было произведено 431 награждение.

## Знаки ордена
Знак ордена — мальтийский крест белой эмали с широкой каймой красной эмали. В центре креста изображен герб Берлина — серебряный щит с чёрным восстающим медведем с червлёным языком. Щит увенчан золотой короной с пятью зубцами и окружён золотым дубовым венком. Оборотная сторона знака гладкая, без эмалей и изображений. Носится на шее, на белой ленте с красными краями.